# Akdivan (Ağlı)
Akdivan is een dorp in het Turkse district Ağlı en telt 74 inwoners. Het dorp is sinds 1487 bewoond en ligt op 93 km afstand van de regionale hoofdstad Kastamonu. 
| Jaartal | totaal | man | vrouw |
| ------- | ------ | --- | ----- |
| 2019    | 73     | -   | -     |
| 2018    | 74     | 41  | 33    |
| 2017    | 59     | 32  | 27    |
| 2016    | 57     | 31  | 26    |
| 2015    | 60     | 31  | 29    |
| 2014    | 61     | 30  | 31    |
| 2013    | 65     | 34  | 31    |
| 2012    | 61     | 30  | 31    |
| 2011    | 69     | 32  | 37    |
| 2010    | 72     | 34  | 38    |
| 2009    | 83     | 38  | 45    |
| 2008    | 92     | 43  | 49    |
| 2007    | 103    | 47  | 56    |

Centrale districtsplaats (İlçe Merkezi): Ağlı
Dorpen (Köyler):
Adalar · Akçakese · Akdivan · Bereketli · Fırıncık · Gölcüğez · Kabacı · Müsellimler · Oluközü · Selmanlı · Tunuslar · Turnacık · Yeşilpınar